# Глаубіц
Глаубіц (нім. Glaubitz) — громада в Німеччині, розташована в землі Саксонія. Входить до складу району Майсен. Складова частина об'єднання громад Нюнхріц.
Площа — 13,97 км2. Населення становить 2091 ос. (станом на 31 грудня 2020).

## Адміністративний поділ
Громада поділяється на 3 сільські округи.

## Галерея

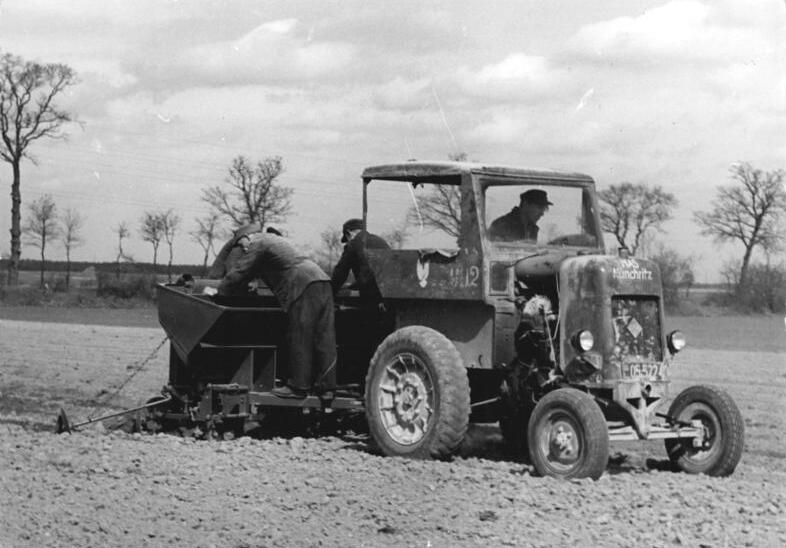
links
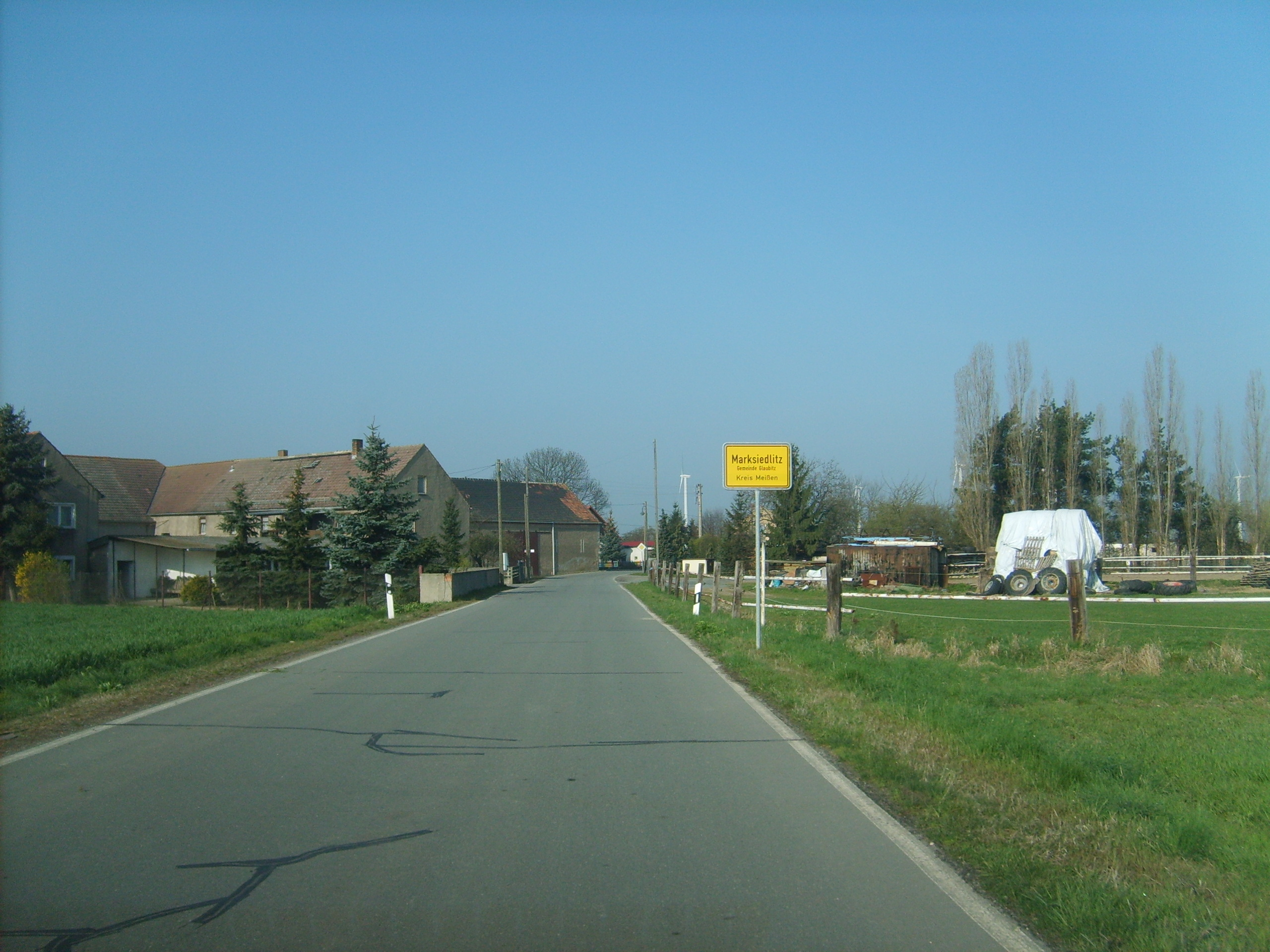
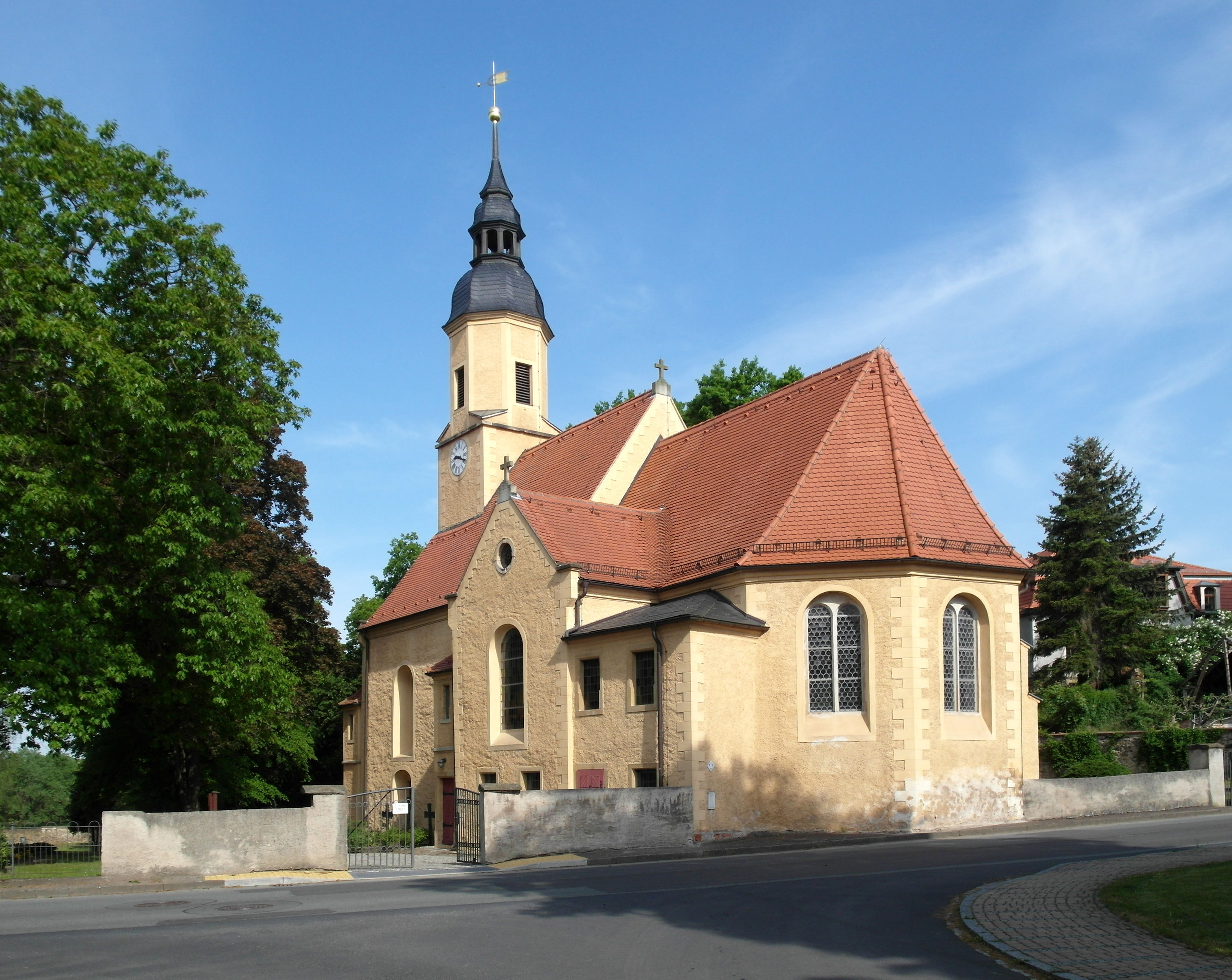
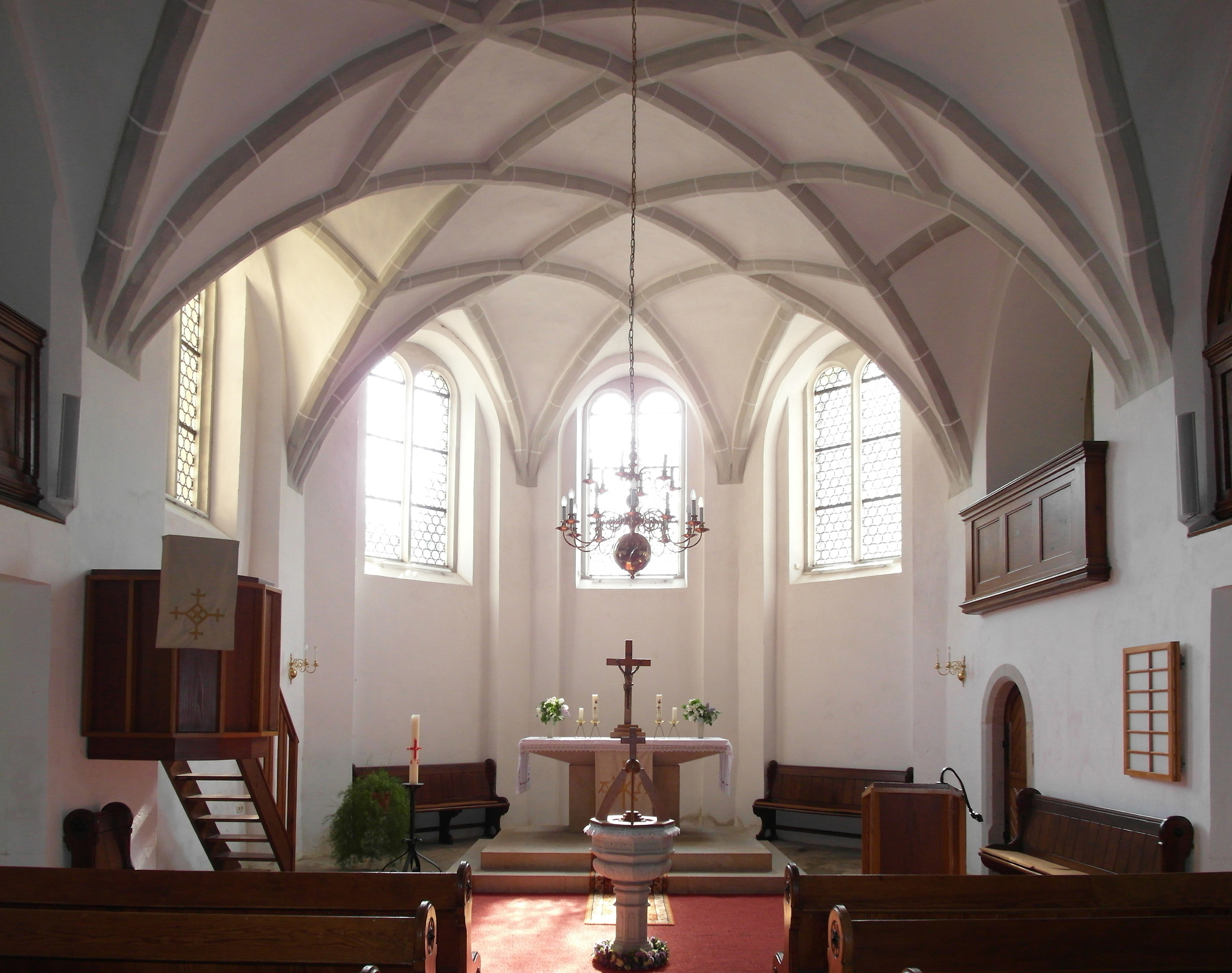
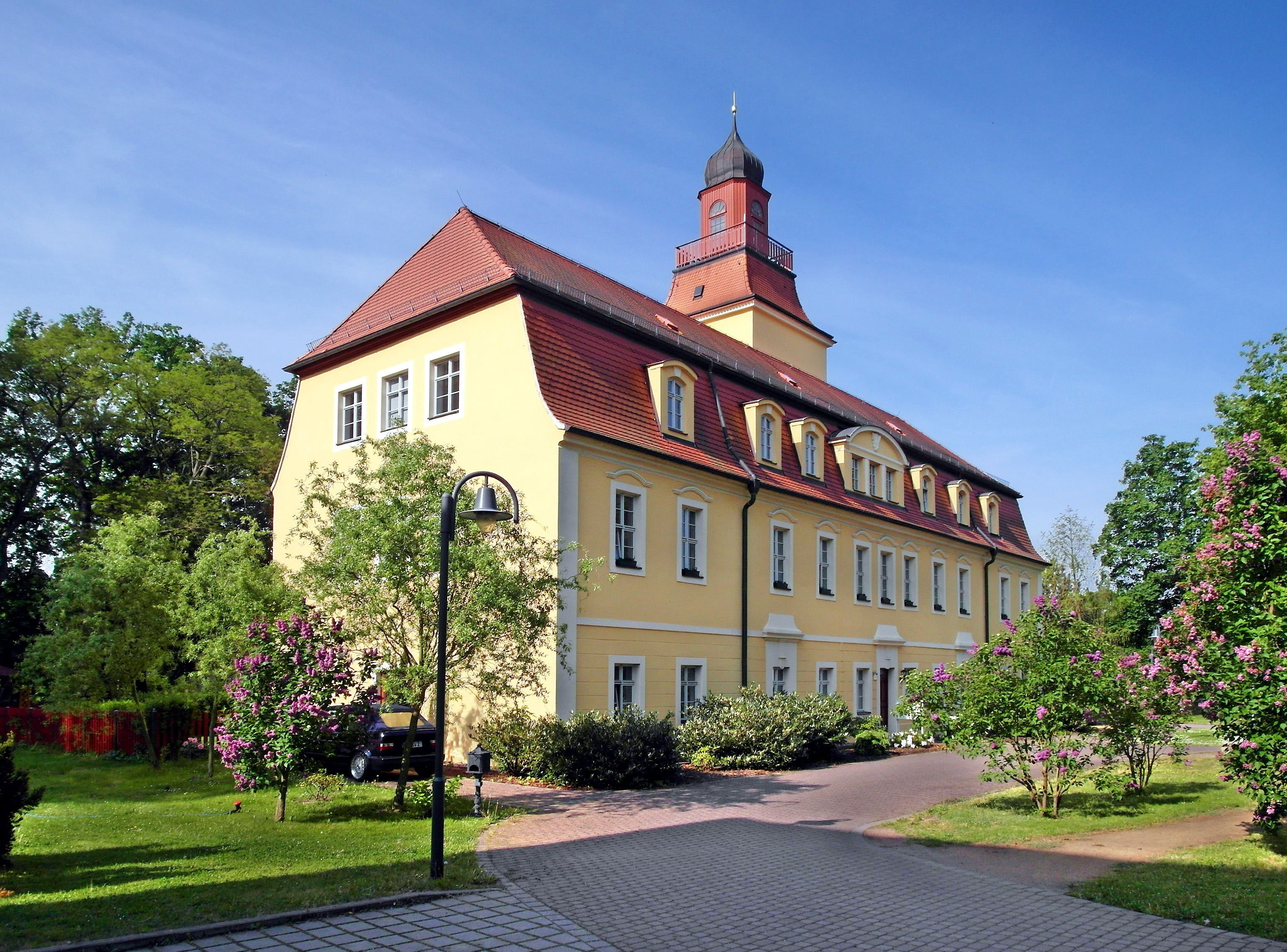